# Evanescence
Evanescence er et rockband fra Little Rock, Arkansas. Navnet Evanescence stammer fra latin, og betyder noget i retning af forsvinding eller fordampning.
Bandet blev stiftet af Amy Lee, den tidligere guitarist Ben Moody, og tidligere pianist David Hodges.

## Historie
Evanescence blev stiftet i 1994, da Amy Lee og Ben Moody mødtes på en ungdomslejr, hvor Ben hørte Amy spille Meat Loaf's I'd Do Anything For Love (But I Won't Do That) på klaver. Ben overtalte Amy til at stifte et band med ham. I begyndelsen var det kun Amy, Ben og David, men da radioen begyndte at spille en af deres sange (Understanding), ville de spille live, men det kunne blive et problem med så få medlemmer. Derfor fik de hjælp af Will Boyd, tidligere bassist (der forlod bandet i 2006 for at være mere sammen med sin familie), Rocky og John. De spillede deres første koncert i 1999, hvor deres første EP Evanescence blev solgt (kun 100 eksemplarer). Deres anden EP hed Sound Asleep, og der blev kun lavet 50 eksemplarer.
Det, der virkelig gav Evanescence startskuddet på deres internationale berømmelse, var da sangene My Immortal og Bring Me To Life (med Paul McCoy som den mandlige sanger og gæsteoptræden af 12 Stones) kom med på soundtracket til filmen Daredevil i 2003. To år og tre måneder før havde de udgivet deres første album Origin.
Albummet Fallen er deres hidtil største succes. Det udkom 4. marts 2003. I november 2004 får Fallen 6x platin. På dette tidspunkt har de solgt 12 millioner Fallen eksemplarer på verdensplan.

## Genre
Det kan være svært at sætte Evanescences musik i en bestemt kategori. Det nemmeste er naturligvis at sige, at det er rock. På deres MySpace website kategoriserer de sig selv som indie, 
Fallen er kategoriseret som rock, og Anywhere But Home og The Open Door er kategoriserede som metal. Man kan dog ikke komme uden om, at Evanescence er mere eller mindre inspireret af goth. Både Amys påklædning og sangenes tekster er ofte typiske eksempler på gothkulturen.

## Medlemmer
Der har været en del medlemsudskiftninger i Evanescence. David Hodges, Ben Moody og Will Boyd har alle forladt bandet. Terry Balsamo tog Bens plads som sangskriver. Det lader til, at Tim McCord, er blevet et fast medlem af bandet, da han optræder på officielle billeder og i deres musikvideo Lithium (2006).
For nylig har både John LeCompt og Rocky Gray forladt bandet. Begrundelserne er forskellige – Amy Lee forklarer det sådan, at de to medlemmer er gået, fordi de følte at de ville videre, mens John LeCompt siger, at han blev fyret uden varsel, og Rocky Gray fortæller, at han ifølge bandets advokater ikke engang har ret til at udtale sig, men man mener, at han gik i protest over fyringen af LeCompt. Lee udtaler dog, at udskiftningen ikke vil påvirke deres turné. Gray og Lecompts pladser vil indtil videre blive udfyldt af hhv. Will Hunt og Troy McLawhorn, begge fra bandet Dark New Day.

### Nuværende medlemmer
- Amy Lee - sang og klaver (1995-i dag)
- Tim McCord - bas (2006–i dag)
- Will Hunt - trommer (2010–i dag; livemedlem 2007)
- Troy McLawhorn - guitar (2011–i dag; livemedlem 2007)
- Jen Majura - guitar (2015–i dag)

## Udgivelser

### Album
- Origin (2000)
- Fallen (2003)
- The Open Door (2006)
- Evanescence (2011)
- Synthesis (2017)
- The Bitter Truth (2021)

### Liveoptagelser
- Anywhere But Home (23. november 2004)

### Singler
- Evanescence EP (1999)
- Sound Asleep (1999)
- Whisper EP (1999)
- Mystary EP (2003)
- Bring Me To Life (2003)
- Going Under (2003)
- My Immortal (2004)
- Everybody's Fool (2004)
- Imaginary (2004)
- Call Me When You're Sober (2006)
- Lithium (2006)
- Sweet Sacrifice (2007)

## Priser og nomineringer
- 5 Grammy nomineringer: Album of the Year, Best New Artist, Best Rock Album, Best Hard Rock Performance ("Bring Me To Life") og Best Rock Song ("Bring Me to Life")
- 2 Billboard Awards: New Group – Artist of the Year og Soundtrack Single of the Year (Bring Me To Life)
- 3 Grammy Awards: Best New Artist og Best Hard Rock Performance ("Bring Me To Life")
- 1 Grammy nominering: Best Pop Performance ("My Immortal")